# Sommer-Paralympics 2016/Goalball
Bei den Sommer-Paralympics 2016 in Rio de Janeiro wurden in insgesamt zwei Wettbewerben im Goalball Medaillen vergeben. Die Entscheidungen fielen am 16. September 2016 in der Arena do Futuro.

## Klassen
Am Goalball nehmen ausschließlich sehbehinderte Sportler teil. Sie tragen alle blickdichte Augenbinden, um keinen der Athleten zu bevorteiligen. Von sechs Spielern eines jeden Teams befinden sich immer nur drei gleichzeitig auf dem Spielfeld.

## Qualifizierte Teams
Es nehmen insgesamt zehn Männer- und Frauenteams mit jeweils sechs Spielern im Aufgebot an den paralympischen Goalballwettkämpfen teil.

### Männer
| Art der Qualifikation                  | Datum                    | Ort                           | Starterplätze | Qualifizierte Teams            |
| -------------------------------------- | ------------------------ | ----------------------------- | ------------- | ------------------------------ |
| Ausrichter                             | 2. Oktober 2009          | Kopenhagen, Dänemark          | 1             | Brasilien                      |
| 2014 IBSA Goalball World Championships | 30. Juni–5. Juli 2014    | Espoo, Finnland               | 2             | Finnland Vereinigte Staaten    |
| 2015 IBSA World Games                  | 10.–17. Mai 2015         | Seoul, Südkorea               | 3             | Litauen Schweden Deutschland 1 |
| 2015 European Championships            | 2.–11. Juli 2015         | Kaunas, Litauen               | 1             | Türkei                         |
| 2015 Parapan American Games            | 7.–15. August 2015       | Toronto, Kanada               | 1             | Kanada                         |
| 2015 Asian/Pacific Championships       | 5.–13. November 2015     | Hangzhou, Volksrepublik China | 1             | Volksrepublik China            |
| 2016 African Championships             | 29. Februar–4. März 2016 | Algier, Algerien              | 1             | Algerien                       |
| Total                                  |                          |                               | 10            |                                |

### Frauen
| Art der Qualifikation                  | Datum                    | Ort                           | Starterplätze | Qualifizierte Teams                  |
| -------------------------------------- | ------------------------ | ----------------------------- | ------------- | ------------------------------------ |
| Ausrichter                             | 2. Oktober 2009          | Kopenhagen, Dänemark          | 1             | Brasilien                            |
| 2014 IBSA Goalball World Championships | 30. Juni–5. Juli 2014    | Espoo, Finnland               | 3             | Australien Vereinigte Staaten Türkei |
| 2015 IBSA World Games                  | 10.–17. Mai 2015         | Seoul, Südkorea               | 2             | Israel Volksrepublik China           |
| 2015 European Championships            | 2.–11. Juli 2015         | Kaunas, Litauen               | 1             | Ukraine                              |
| 2015 Parapan American Games            | 7.–15. August 2015       | Toronto, Kanada               | 1             | Kanada                               |
| 2015 Asian/Pacific Championships       | 5.–13. November 2015     | Hangzhou, Volksrepublik China | 1             | Japan                                |
| 2016 African Championships             | 29. Februar–4. März 2016 | Algier, Algerien              | 1             | Algerien                             |
| Total                                  |                          |                               | 10            |                                      |

## Medaillengewinner

### Männer
| Platz | Land               | Sportler |
| ----- | ------------------ | --- |
| 1     | Litauen            | Nerijus Montvydas, Justas Pazarauskas, Mantas Brazauskis, Mantas Panovas, Genrik Pavliukianec, Mindaugas Suchovejus |
| 2     | Vereinigte Staaten | Andy Jenks, Tyler Merren, Daryl Walker, John Kusku, Joseph Hamilton, Matt Simpson                                   |
| 3     | Brasilien          | José Roberto Oliveira, Alex de Melo, Alexsander Celente, Leomon Moreno, José Márcio Sousa, Romário Marques          |

### Frauen
| Platz | Land               | Sportlerinnen                                                                             |
| ----- | ------------------ | ----------------------------------------------------------------------------------------- |
| 1     | Türkei             | Neşe Mercan, Seda Yıldız, Sevda Altınoluk, Gülşah Düzgün, Buket Atalay, Sümeyye Özcan     |
| 2     | VR China           | Chen Fengqing, Ju Zhen, Zhang Wei, Zhao Kaimei, Zhang Huiwen, Sun Ie                      |
| 3     | Vereinigte Staaten | Jen Armbruster, Lisa Czechowski, Asya Miller, Amanda Dennis, Eliana Mason, Marybai Huking |

## Ergebnisse

### Männer
Die zehn Männermannschaften werden in zwei Fünfergruppen eingeteilt. Nach einem Rundenturnier qualifizieren sich die ersten vier Teams jeder Gruppe für ein Ausscheidungsturnier.

#### Gruppe A
| Rang | Land        | S | G | V | U | Tore  | Diff. | Punkte |
| ---- | ----------- | - | - | - | - | ----- | ----- | ------ |
| 1    | Brasilien   | 4 | 4 | - | - | 42:15 | +27   | 12     |
| 2    | Schweden    | 4 | 3 | 1 | - | 33:23 | +10   | 9      |
| 3    | Deutschland | 4 | 1 | 3 | - | 24:26 | −2    | 3      |
| 4    | Kanada      | 4 | 1 | 3 | - | 26:39 | −13   | 3      |
| 5    | Algerien    | 4 | 1 | 3 | - | 25:47 | −22   | 3      |

#### Gruppe B
| Rang | Land                | S | G | V | U | Tore  | Diff. | Punkte |
| ---- | ------------------- | - | - | - | - | ----- | ----- | ------ |
| 1    | Litauen             | 4 | 4 | - | - | 35:22 | +13   | 12     |
| 2    | Vereinigte Staaten  | 4 | 2 | 2 | - | 21:18 | +3    | 6      |
| 3    | Türkei              | 4 | 2 | 2 | - | 20:23 | −3    | 6      |
| 4    | Volksrepublik China | 4 | 1 | 3 | - | 25:25 | +0    | 3      |
| 5    | Finnland            | 4 | 1 | 3 | - | 24:34 | −10   | 3      |

#### Finalrunde
|  | Viertelfinale | Viertelfinale       | Viertelfinale      |                    |   | Halbfinale       | Halbfinale | Halbfinale |  |  | Finale | Finale | Finale |
|  |               |                     |                    |                    |   |                  |            |            |  |  |        |        |        |
|  |               | Brasilien           | 10                 |                    |   |                  |            |            |  |  |        |        |        |
|  |               | Volksrepublik China | 3                  |                    |   |                  |            |            |  |  |        |        |        |
|  |               | Volksrepublik China | 3                  | Brasilien          | 1 |                  |            |            |  |  |        |        |        |
|  |               |                     |                    | Brasilien          | 1 |                  |            |            |  |  |        |        |        |
|  |               |                     | Vereinigte Staaten | 10                 |   |                  |            |            |  |  |        |        |        |
|  |               | Vereinigte Staaten  | Vereinigte Staaten | 10                 | 7 |                  |            |            |  |  |        |        |        |
|  |               |                     |                    |                    | 7 |                  |            |            |  |  |        |        |        |
|  |               | Deutschland         | 6                  |                    |   |                  |            |            |  |  |        |        |        |
|  |               | Deutschland         | 6                  | Vereinigte Staaten | 8 |                  |            |            |  |  |        |        |        |
|  |               |                     |                    |                    | 8 |                  |            |            |  |  |        |        |        |
|  |               |                     | Litauen            | 14                 |   |                  |            |            |  |  |        |        |        |
|  |               | Litauen             | Litauen            | 14                 | 5 |                  |            |            |  |  |        |        |        |
|  |               |                     |                    |                    | 5 |                  |            |            |  |  |        |        |        |
|  |               | Kanada              | 4                  |                    |   |                  |            |            |  |  |        |        |        |
|  |               | Kanada              | 4                  | Litauen            | 7 |                  |            |            |  |  |        |        |        |
|  |               |                     |                    | Litauen            | 7 | Spiel um Platz 3 |            |            |  |  |        |        |        |
|  |               |                     | Schweden           | 2                  |   |                  |            |            |  |  |        |        |        |
|  |               | Schweden            | Schweden           | 2                  | 5 |                  | Brasilien  | 6          |  |  |        |        |        |
|  |               |                     |                    |                    | 5 |                  | Brasilien  | 6          |  |  |        |        |        |
|  |               | Türkei              | 1                  |                    |   | Schweden         | 5          |            |  |  |        |        |        |

### Frauen
Die zehn Frauenmannschaften werden in zwei Fünfergruppen eingeteilt. Nach einem Rundenturnier qualifizieren sich die ersten vier Teams jeder Gruppe für ein Ausscheidungsturnier.

#### Gruppe C
| Rang | Land               | S | G | V | U | Tore  | Diff. | Punkte |
| ---- | ------------------ | - | - | - | - | ----- | ----- | ------ |
| 1    | Brasilien          | 4 | 3 | 1 | - | 25:7  | +18   | 9      |
| 2    | Vereinigte Staaten | 4 | 3 | 1 | - | 25:13 | +12   | 9      |
| 3    | Japan              | 4 | 2 | 1 | 1 | 13:8  | +5    | 7      |
| 4    | Israel             | 4 | 1 | 2 | 1 | 16:15 | +1    | 4      |
| 5    | Algerien           | 4 | - | 4 | - | 1:37  | −36   | 0      |

#### Gruppe D
| Rang | Land                | S | G | V | U | Tore  | Diff. | Punkte |
| ---- | ------------------- | - | - | - | - | ----- | ----- | ------ |
| 1    | Türkei              | 4 | 4 | - | - | 37:11 | +26   | 12     |
| 2    | Volksrepublik China | 4 | 3 | 1 | - | 21:14 | +7    | 9      |
| 3    | Kanada              | 4 | 2 | 2 | - | 16:17 | −1    | 6      |
| 4    | Ukraine             | 4 | - | 3 | 1 | 9:17  | −8    | 1      |
| 5    | Australien          | 4 | - | 3 | 1 | 6:25  | −19   | 1      |

#### Finalrunde
|  | Viertelfinale | Viertelfinale      | Viertelfinale      |           |    | Halbfinale         | Halbfinale | Halbfinale |  |  | Finale | Finale | Finale |
|  |               |                    |                    |           |    |                    |            |            |  |  |        |        |        |
|  |               | Brasilien          | 10                 |           |    |                    |            |            |  |  |        |        |        |
|  |               | Ukraine            | 0                  |           |    |                    |            |            |  |  |        |        |        |
|  |               | Ukraine            | 0                  | Brasilien | 3  |                    |            |            |  |  |        |        |        |
|  |               |                    |                    | Brasilien | 3  |                    |            |            |  |  |        |        |        |
|  |               |                    | VR China           | 4         |    |                    |            |            |  |  |        |        |        |
|  |               | VR China           | VR China           | 4         | 5  |                    |            |            |  |  |        |        |        |
|  |               |                    |                    |           | 5  |                    |            |            |  |  |        |        |        |
|  |               | Japan              | 3                  |           |    |                    |            |            |  |  |        |        |        |
|  |               | Japan              | 3                  | VR China  | 1  |                    |            |            |  |  |        |        |        |
|  |               |                    |                    |           | 1  |                    |            |            |  |  |        |        |        |
|  |               |                    | Türkei             | 4         |    |                    |            |            |  |  |        |        |        |
|  |               | Türkei             | Türkei             | 4         | 15 |                    |            |            |  |  |        |        |        |
|  |               |                    |                    |           | 15 |                    |            |            |  |  |        |        |        |
|  |               | Israel             | 5                  |           |    |                    |            |            |  |  |        |        |        |
|  |               | Israel             | 5                  | Türkei    | 11 |                    |            |            |  |  |        |        |        |
|  |               |                    |                    | Türkei    | 11 | Spiel um Platz 3   |            |            |  |  |        |        |        |
|  |               |                    | Vereinigte Staaten | 1         |    |                    |            |            |  |  |        |        |        |
|  |               | Vereinigte Staaten | Vereinigte Staaten | 1         | 2  |                    | Brasilien  | 2          |  |  |        |        |        |
|  |               |                    |                    |           | 2  |                    | Brasilien  | 2          |  |  |        |        |        |
|  |               | Kanada             | 0                  |           |    | Vereinigte Staaten | 3          |            |  |  |        |        |        |

## Abschlussplatzierung

### Männer
| Platz | Land               |
| ----- | ------------------ |
| 01    | Litauen            |
| 02    | Vereinigte Staaten |
| 03    | Brasilien          |
| 04    | Schweden           |

### Frauen
| Platz | Land               |
| ----- | ------------------ |
| 01    | Türkei             |
| 02    | VR China           |
| 03    | Vereinigte Staaten |
| 04    | Brasilien          |